# Justin Shenkarow
Justin Shenkarow, född 17 oktober 1980 i Torrance, Kalifornien, är en amerikansk skådespelare. 

## Filmografi i urval
- 1991–1992 – Spökstan (TV-serie) (19 avsnitt)
- 1992–1996 – Småstadsliv (TV-serie) (88 avsnitt)
- 1994–1998 – Life with Louie (TV-serie) (röst, 36 avsnitt)
- 1996–2004 – Hey Arnold! (TV-serie) (röst, 71 avsnitt)
- 2001–2004 – Lloyd i rymden (TV-serie) (röst, 39 avsnitt)
- 2002 – Hey Arnold! The Movie (röst)
- 2005 – House of the Dead 2 (TV-film)
- 2006 – Gustaf 2 (röst)
- 2006 – Bondgården (röst)
- 2017 – Hey Arnold!: The Jungle Movie (röst)